# Erich Truckenbrodt
Erich Andreas Truckenbrodt (* 1. Februar 1917 in Hermsdorf bei Magdeburg; † 21. Dezember 2009) war ein deutscher Ingenieur und Professor für Strömungsmechanik.

## Leben
Erich Truckenbrodt war der Sohn der Frieda, geborene Benn, und des Bauern Walter Truckenbrodt. Nach dem Besuch des damals neuartigen Realgymnasiums mit naturwissenschaftlichen Lehrinhalten in Magdeburg begann Erich Truckenbrodt ein Studium der Luftfahrttechnik an der Technischen Hochschule Braunschweig mit dem Abschluss 1940 als Dipl.-Ing. nach drei Jahren.
Es folgte eine Tätigkeit als Entwurfsingenieur bei den Junkers Flugzeug- und Motorenwerken in Dessau. Die Promotion zum Dr.-Ing. erfolgte 1945 mit dem Thema Die Strömung um rotierende Drehkörper bei axialer Anströmung und die Habilitation 1953 an der Technischen Universität Braunschweig.
Nach dem Krieg wurde Truckenbrodt 1945 Mitarbeiter in einer deutschen Ingenieurgruppe bei Société Nationale de Constructions Aéronautiques du Sud-Est (S.N.C.A.S.E.) in Südfrankreich und ab 1954 bei Heinkel Flugzeugbau in Stuttgart. Nach seiner Habilitation war er als Privatdozent an der TH Braunschweig und in Stuttgart tätig. Von August 1957 bis 1982 übernahm er an der Technischen Hochschule München als ordentlicher Professor die Leitung des 2. Lehrstuhl für Mechanik. der 1966 infolge der stärkeren strömungsmechanischen Ausprägung seiner Arbeiten zum Lehrstuhl für Strömungsmechanik umgewidmet wurde. In den Jahren von 1964 bis 1966 war er Dekan der Fakultät für Maschinenwesen und Elektrotechnik und prägte den Aufbau des Studiengangs Luft- und Raumfahrttechnik. In Anerkennung seiner Leistungen wurde ihm unter anderem der Bayerische Verdienstorden verliehen.
Auf ihn gehen zwei bedeutende Berechnungsverfahren der Aerodynamik zurück, das Truckenbrodtsche Tragflächenverfahren und das Truckenbrodtsche Grenzschichtquadraturverfahren.
Truckenbrodt war evangelisch, ab 1943 mit Barbara Truckenbrodt, geborene Peters, verheiratet und hatte zwei Kinder. Er lebte in Grünwald und war Mitglied der Akademischen Fliegergruppe Braunschweig. Er war zudem Mitglied der Gesellschaft für Angewandte Mathematik und Mechanik, der Deutsche Gesellschaft für Luft- und Raumfahrt, der Fraunhofer-Gesellschaft sowie des American Institute of Aeronautics and Astronautics.

## Ehrungen
- 1977: Ludwig-Prandtl-Ring der Deutschen Gesellschaft für Luft- und Raumfahrt
- 1982: Die an Nichtamerikaner sehr selten ausgesprochene Ernennung zum Fellow des renommierten American Institute of Aeronautics and Astronautics
- Bayerische Verdienstorden
- 1981: Ehrendoktorwürde der TH Aachen (anlässlich des 100. Geburtstages von Theodore von Kármán)
- 1971: Korrespondierendes Mitglied der Braunschweigischen Wissenschaftlichen Gesellschaft

## Veröffentlichungen (Auswahl)
- Ein Quadraturverfahren zur Berechnung der laminaren und turbulenten Reibungsschicht bei ebener und rotationssymmetrischer Strömung. Berlin 1952.
- Über die Berechnung der Auftriebsverteilung von Deltaflügeln mit Klappenausschlag. Braunschweig 1954.
- Experimentelle und theoretische Untersuchungen an symmetrisch angeströmten Pfeil- und Deltaflügeln. Braunschweig 1954.
- A method of quadrature for calculation of the laminar and turbulent boundary layer in case of plane and rotationally symmetrical flow. Washington D.C. 1955.
- Investigations on the stalling characteristics of Delta wings in incompressible flow mit E. G. Feindt, Braunschweig 1957.
- Lehrgang für Raumfahrttechnik. München 1962.
- Statik starrer Körper : nach Vorlesungen. München 1963.
- Windkräfte an Bauwerken mit Günter Lusch, 1964.
- mit Hermann Schlichting: Aerodynamik des Flugzeuges. 2 Bände. 2. Auflage. Berlin 1967–1968.
  - mit Hermann Schlichtung und Heinrich J. Ramm: Aerodynamics at the airplane.New York 1979.
- Strömungsmechanik – Grundlagen und technische Anwendungen. Berlin 1968.
- Mechanik der Fluide. 1972.
- Grundlagen und elementare Strömungsvorgänge dichtebeständiger Fluide. 2. völlig neu bearbeitete und erweiterte Auflage Berlin 1980.
- Lehrbuch der angewandten Fluidmechanik. Berlin 1983.
- New perceptions concerning the calculation of boundary layers by means of simple quadrature formulae: part 1. mit J. M. Bowyer, Wichita 1988.
- Elementare Strömungsvorgänge dichteveränderlicher Fluide sowie Potential- und Grenzschichtströmungen mit 20 Tabellen. Neudruck der 4., überarbeiteten und erweiterten Auflage Berlin 1999.
- Grundlagen aus der Strömungstechnik – Aerodynamik des Tragflügels. Teil 1, 3. Auflage Berlin 2001.
- Aerodynamik des Tragflügels, des Rumpfes, der Flügel-Rumpf-Anordnung und der Leitwerke. Teil 2, 3. Auflage Berlin 2001.
- Fluidmechanik. 2 Bände. (Band 1: Grundlagen und elementare Strömungsvorgange dichtebeständiger Fluide. Band 2: Elementare Strömungsvorgänge dichteveränderlicher Fluide sowie Potential- und Grenzschichtströmungen). 2. Auflage. 1980. Veränderter Nachdruck Berlin 2008.